# Sailor Roberts
Sailor Roberts, właśc. Bryan W. Roberts (ur. 7 marca 1931, zm. 23 czerwca 1995) – amerykański pokerzysta.
Zanim został zawodowym graczem, podróżował po kraju, ucząc się gry od takich graczy, jak Doyle Brunson czy Amarillo Slim.
W 1975 wygrał turniej główny WSOP, za co otrzymał $210.000, a rok wcześniej wygrał swoją pierwszą bransoletkę podczas turnieju bocznego. W sumie w turniejach WSOP wygrał $266,650.
Swój przydomek Sailor (marynarz) zawdzięcza temu, że służył w U.S. Navy podczas wojny koreańskiej.

## Bransoletki WSOP
| Rok  | Turniej                                       | Wygrana (USD) |
| ---- | --------------------------------------------- | ------------- |
| 1974 | $5,000 No Limit Deuce to Seven Draw           | $35,850       |
| 1975 | $10,000 Championship Event – No Limit Hold’em | $210,000      |